# Яковлева, Анастасия Яковлевна
Анастаси́я Я́ковлевна Я́ковлева (1919―1998) — доярка племенного совхоза «Архангельский» Приморского района Архангельской области, Герой Социалистического Труда (1966)..

## Биография
Анастасия Яковлева родилась в семье крестьянина 10 ноября 1919 года в деревне Кузьмино Архангельского уезда Архангельской губернии (ныне — Приморский район, Архангельская область). По национальности ― русская.
Завершив учёбу в начальной школе Анастасия начала работать почтальоном в своём колхозе. В 1945 года она устроилась на работу дояркой в местном колхозе «Красный Октябрь» (центральная усадьба — деревня Сельцо) Холмогорского района, который после реорганизации в 1960 году стал совхозом «Архангельский» Приморского района.
Анастасия Яковлева с самого начала своей работы вошла в число доярок-ударниц и по итогам работы в 1949 и 1950 годах она была награждена двумя орденами Трудового Красного Знамени.
В последующие годы Яковлева уже перекрыла показатели передовых доярок колхоза «Красный Октябрь». Анастасия Яковлевна вышла в передовые доярки по Архангельской области по результатам работы в седьмой семилетке (1959—1965).
Указом Президиума Верховного Совета СССР от 22 марта 1966 года за достигнутые успехи в развитии животноводства, увеличении производства и заготовок мяса, молока, яиц, шерсти и другой продукции Анастасии Яковлевне Яковлевой было присвоено звание Героя Социалистического Труда с вручением Ордена Ленина и Золотой медали «Серп и Молот».
Награждена орденом Ленина (22 марта 1966 года), двумя орденами Трудового Красного Знамени (30 июля 1950 года; 13 июня 1951 года) и медалями.
Выйдя на заслуженный отдых Анастасия Яковлевна проживала в родной деревне Кузьмино, где скончалась 29 мая 1998 года, похоронена на деревенском кладбище.